# Tereszpil
Tereszpil (ukr. Терешпіль, hist. pol. Tereszpol) – wieś na Ukrainie, w obwodzie winnickim, w rejonie chmielnickim, w hromadzie Żdaniwka. W 2001 liczyła 455 mieszkańców, spośród których 451 wskazało jako ojczysty język ukraiński, 3 rosyjski, a 1 mołdawski